# Kiichirō Higuchi
Kiichirō Higuchi (japonès: 樋口季一郎)  (Minamiawaji, 20 d'agost de 1888 - Tòquio, 11 d'octubre de 1970) va ser un general de l'exèrcit Imperial japonès que va salvar molts refugiats jueus en permetre'ls travessar la frontera entre la Unió Soviètica i Manxukuo.

## Biografia
Higuchi va néixer a Minamiawaji, a l'illa d'Awaji, a la prefectura de Hyōgo. Va ser el gran d’una família de nou fills. Als 11 anys, els seus pares es van divorciar i la família de la seva mare el va criar. Es va graduar a la 21a promoció de l'Acadèmia de l'Exèrcit Imperial Japonès i la 30a promoció de l’Escola Militar Imperial Japonesa. Com a oficial menor, va ser enviat com a agregat militar a Polònia el 1925. A causa de la seva fluïdesa en l'idioma rus, Higuchi va estar estacionat a Manxúria amb l'Exèrcit de Kwantung i es va convertir en un confident proper dels generals Kanji Ishiwara i Korechika Anami.
Del 1933 al 1935, va ser comandant del 41 Regiment d'infanteria i del 1935 al 1937, va ser cap de gabinet de la 3a divisió. Va ser enviat a Alemanya com a membre d'una delegació militar el 1937.
Com a General major i comandant de la branca especial de Harbin el 1938, va autoritzar, amb l'ajuda de Yosuke Matsuoka, a molts refugiats jueus que fugien de l'Alemanya nazi a travessar la frontera soviètica per Otpor per entrar a Manzhouli a Manxukuo, un esdeveniment que més tard s'anomenaria incident Otpor". Alguns dels seus subordinats porten menjar als refugiats, els estableixen a Harbin o Xangai o els organitzen visats de sortida. El lloctinent de Higuchi, Norihiro Yasue, demana al general Seishirō Itagaki que protegeixi els refugiats jueus, cosa que condueix al "programa japonès sobre política jueva" el 1938.
De tornada al Japó a finals de 1938, Higuchi va servir breument a l'estat major de l'exèrcit Imperial japonès abans de ser assignat com a comandant de la 9 divisió el 1939. El 1942 fou ascendit a Tinent general i assignat al 5 exèrcit regional a Sapporo. Va participar en la invasió de les Illes Aleutianes, incloses les desastroses campanyes a l'illa Attu i l'illa Kiska. Posteriorment, com a comandant de l'exèrcit del districte del nord, va organitzar les defenses del nord del Japó contra una invasió de les forces aliades, fortificant l'illa de Shumshu al nord de les illes Kurils i les defenses del sud del Japó, de l'Illa Sakhalin

## Posteritat
El desembre de 2009, l'ambaixador israelià al Japó va inaugurar un parc en record de l'acció de Higuchi plantant una olivera jove.
El seu net Ryūichi Higuchi, professor emèrit de la Universitat Meiji Gakuin, va crear una associació en honor seu per erigir estàtues de bronze de Kiichirō Higuchi. Una s'instal·larà al santuari Izanagi Jingū a l'illa d’Awaji on va néixer el general; l'altra s'instal·larà a l’illa de Hokkaido.